# AIM-95 (ミサイル)

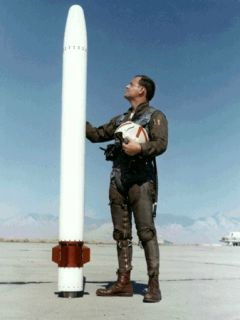
アメリカ海軍によるAIM-95ミサイルの写真（1970年頃）

AIM-95 アジャイル（英: Agile：「敏捷」の意）は、アメリカ合衆国によって開発された短距離空対空ミサイルである。

## 開発

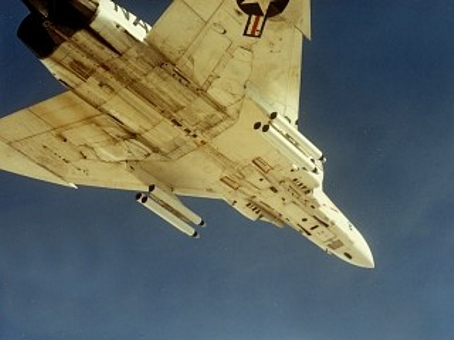
F-4に搭載されたAIM-95

AIM-95は、AIM-9 サイドワインダー 短距離空対空ミサイルに代わる先進のミサイルとして、チャイナ・レイク海軍兵器センターで開発された。
AIM-95はファイア・アンド・フォーゲット（撃ち放し能力；ミサイルの発射後に発射母機による誘導を必要としない方式）作動が可能な赤外線シーカーを備えていた。シーカー・ヘッドにはVisual Target Acquisition System (VTAS)と呼ばれるヘルメット装着型照準装置（Helmet Mounted Sight、HMS）によって照準できる高いオフ・ボアサイト標的探知能力があり、前方に位置しない目標に対して発射することを可能にした。それゆえに、ファイアリング・ポジション（発砲可能な位置）を確保することを以前よりはるかに簡単にした。AIM-95の固体推進剤ロケットは、AIM-9 サイドワインダー以上の優れた旋回能力を与えるために推力偏向能力を持っていた。
同じ時期、アメリカ空軍はF-15イーグルに装備するための新型空対空ミサイルとしてAIM-82ミサイルを開発していた。双方のミサイルの役割が一部重複する部分があったため、AIM-82の開発を破棄し、AIM-95に計画を統合することが決定された。

## AIMVAL
計画の統合後、AIM-95Aはチャイナ・レイクでの試射と1975年から1978年のネリス空軍基地でのF-14とF-15によるACEVAL/AIMVAL統合試験評価への編入を含む飛行試験が行われるところまで開発された。
AIMVALの分析結果は、より高いオフ・ボアサイト能力の必要性と高コストで複雑高価なミサイルの限られた有用性を示しており、このまま開発を継続したとしても現実的な予算の範囲では配備不可能であると考えられる、という結論に終わり、プロジェクトは1975年にキャンセルされた。その代わりに、サイドワインダーの改良版が空軍と海軍による使用のために開発された。これは臨時的な解決策であったはずだったが、実際にはAIM-9はその後も長期に渡って運用が続けられており、アジャイルのような特徴を持つミサイルはAIM-9XやAIM-132 ASRAAMとして開発された。
ソビエト連邦は、推力偏向機構を持つ先進的な高ボアサイトミサイルの開発に乗りだし、1985年にMiG-29のAA-11/R-73 アーチャーを配備している。